# 무라마쓰 준
무라마쓰 준(일본어: 村松 潤, 1982년 4월 10일 ~ )는 일본의 전 축구 선수이다.

## 구단 경력
과거 시미즈 에스펄스, 베갈타 센다이, 미토 홀리호크, 기라반츠 기타큐슈에서 활동하였다.